# Чемошур-Куюк
Чемошу́р-Кую́к (рос. Чемошур-Куюк) — присілок в Алнаському районі Удмуртії, Росія.

## Населення
Населення — 356 осіб (2010; 366 в 2002).
Національний склад станом на 2002 рік:
- удмурти — 98 %

## Урбаноніми[3]
- вулиці — Верхня, Джерельна, Дружби, Зарічна, Кузюмовська, Молодіжна, Нова, Підсобна, Польова, Садова, Центральна
- провулки — Шкільний